# Las hermanas Hurtado
Las hermanas Hurtado és un trio còmic format per les germanes Paloma, Teresa i Fernanda Hurtado, filles de la també actriu Mary Carrillo. Afillades de Jacinto Benavente, que era gran amic de Mary Carrillo, van viure amb ell a Galapagar on reposa l'escriptor espanyol.

## Biografia
El trio va començar a treballar com a tal el 1979, encara que ja havien fet treballs juntes en sèries com La casa de los Martínez. Però com a trio pròpiament dit van debutar com Las hermanas Hurtado en un xou còmic-musical titulat El Show de las Hurtado. Molts dels seus números com a trio humorístic es van presentar el 1981 al programa Aplauso. El 1982, a més, van protagonitzar la pel·lícula de Javier Aguirre En busca del huevo perdido.
A un dels seus espectacles es va presentar Narciso Ibáñez Serrador, que es trobava preparant els detalls per a la tercera etapa d'Un, dos, tres… responda otra vez. Chicho havia pensat al principi utilitzar com a part negativa del concurs al llavors trio còmic Martes y Trece, però canvia d'opinió i contracta a les Hurtado, que es convertiran en les primeres tacañonas per a aquella tercera etapa que veuria la llum a l'agost de 1982. Paloma Hurtado interpretava la Viuda de Poco, Teresa Hurtado interpretava la Seño i Fernanda Hurtado interpretava Mari Puri. Amb aquests personatges van guanyar el premi TP d'Or 1982 als personatges més populars.
Després de la tercera etapa, en un intent de renovar el concurs, Chicho prescindeix d'elles i contracta una altra actriu en el seu lloc, però ja en els assajos es va adonar que el nou personatge no funcionaria i va convidar les Hurtado a assistir a l'enregistrament del primer programa. Allí els va demanar que tornessin al concurs una vegada que conclogués el contracte amb la primera actriu. Van acceptar a canvi de fer intervencions en la subhasta mentre arribava aquest moment, i d'aquesta forma va néixer una dels seus afegitons més famosos, Hala, vamos, hala venimos acompanyat del característic moviment coreogràfic dels seus caps en entrar a escena. Quan es van reincorporar al lloc de Tacañonas, l'èxit a la subhasta era tal que van continuar fent intervencions i fins i tot van gravar una cançó amb el Hala vamos inclosa al segon disc de l'Un, dos, tres... responda otra vez dels vuitanta. Es recorden de les seves intervencions el mal que li ho feien passar als concursants fent-los mil i una entremaliadures cadascuna més malèvola.
Van continuar en el programa fins a 1988, i després d'això van continuar fent diferents gales i ja en els noranta intervencions en programes com «Vip Tarde» de Telecinco, per tornar al concurs el 1991. Van acabardefinitivament el 1994, si bé Paloma va haver-hi algunes setmanes que no va poder aparèixer, ja que abans de començar la novena etapa va sofrir un terrible accident en el qual gairebé va perdre la vida, que la va tenir convalescent uns mesos, encara que va poder reincorporar-se finalment a l'enregistrament. Després del seu pas per l'Un, dos, tres... responda otra vez, es va poder veure a les Hurtado en algunes sèries com Éste es mi barrio amb José Sacristán.
Un temps després de les noces de Paloma Hurtado amb l'estatunidenc Pat Wolf, el trio es va dissoldre i Paloma es va retirar de l'escena. A les bessones Teresa i Fernanda encara les hem vist algunes vegades en aparicions esporàdiques en diversos programes i sèries com Hospital Central entre d'altres.